# Lupin III: parte V
Lupin III: parte V, es un anime sobre el personaje Lupin III dirigido por Yūichirō Yano con guion de Ichirō Ōkouchi, producida por Telecom Animation Film y TMS Entertainment, que combina los géneros de acción, comedia y aventura. Fue emitida por Nippon TV desde el 4 de abril de 2018 con transmisión simultánea en Crunchyroll.

## Personajes
- Arsenio Lupin III: es el nieto de Arsenio Lupin. Es el ladrón de guante blanco más buscado del mundo y habitualmente en sus aventuras él y sus compañeros frustran a otros criminales. A veces aparenta ser un incompetente, pero es solo una fachada. Ha sido detenido y encarcelado en varias ocasiones, pero siempre ha logrado escapar. Su encaprichamiento con Mina Fujiko es quizás su debilidad más grande, lo que le lleva situaciones indeseables.
- Jigen Daisuke : ex guardaespaldas de varios mafiosos. Puede disparar en 0.3 segundos y con asombrosa exactitud. Prefiere ocultar sus ojos debajo de su sombrero, para darle un aspecto más enigmático. Su sombrero es además un elemento importante en su exactitud de tiro porque lo usa para apuntar al objetivo. Su arma predilecta es un S&W Modelo 29.
- Ishikawa Goemon XIII: es la 13.ª generación de samuráis renegados que comenzó con la figura legendaria de Ishikawa Goemon. Tiene una espada llamada Zantetsuken, con la que puede cortar casi todo. Por lo general la usa para cortar objetos inanimados, algo que considera indigno de su lámina y a menudo murmura: "Otra vez he cortado un objeto sin valor".
- Mina Fujiko: es la obsesión  amorosa de Lupin. A veces, es una socia más en los planes de Lupin pero también una rival, ya que sabe perfectamente que el encaprichamiento de Lupin y su poca voluntad serán suficientes para perdonarla. Es una persona sumamente inteligente y hábil y usará sus encantos femeninos para conseguir lo que ella quiere de cualquier hombre. También es experta en armas de fuego y en disfraces. Hace cualquier cosa por ganar un pedazo del botín, incluso hacer tratos con Zenigata o con algún rival de Lupin.
- Inspector Zenigata: es un inspector de policía que trabaja para la Interpol. Inspirado en el famoso personaje japonés Heiji Zenigata, ha hecho la misión de su vida el arrestar a Lupin.

## Doblaje
| Personaje            | Actor              | Actor          | Actor                     |
| Personaje            | Seiyū              | Doblaje inglés | Doblaje italiano          |
| -------------------- | ------------------ | -------------- | ------------------------- |
| Arsenio Lupin III    | Kanichi Kurita     | Tony Oliver    | Stefano Onofri            |
| Jigen Daisuke        | Kiyoshi Kobayashi  | Richard Epcar  | Alessandro Maria D'Errico |
| Goemon Ishikawa XIII | Daisuke Namikawa   | Lex Lang       | Antonio Palumbo           |
| Mine Fujiko          | Miyuki Sawashiro   | Michelle Ruff  | Alessandra Korompay       |
| Koichi Zenigata      | Kōichi Yamadera    | Doug Erholtz   | Rodolfo Bianchi           |
| Ami Enan             | Inori Minase       | Cristina Vee   | Martina Tamburello        |
| Albert d'Andrésy     | Kenjirō Tsuda      | Kaiser Johnson | Claudio Moneta            |
| Gorō Yatagarasu      | Nobunaga Shimazaki | Kaiji Tang     | Claudio Ridolfo           |
| Chuck Glay           | Takumi Asahina     | Jeff Schine    | Omar Maestroni            |

## Episodios
| Ep. | Título | Aux1 | Aux2 | Aux3 | Estreno             |
| --- | --- | ---- | ---- | ---- | ------------------- |
| E1 | «The Girl in the Twin Towers» «Tsuin Tawā no Shōjo» (地下塔（ツインタワー）の少女) Hispanoamérica: «La chica en las torres gemelas.»                                          | Aux1 | Aux2 | Aux3 | 4 de abril de 2018  |
| Lupin decide robar una fortuna en criptomonedas del portal Marco Polo, una plataforma de comercio electrónico en la Internet profunda y solicita la ayuda del desarrollador del sistema de seguridad: Ami. Con la ayuda de Ami, logran transferir una fortuna a la cuenta de Lupin, pero casi inmediatamente después de regresar a su escondite, Zenigata y sus hombres rodean el lugar. Luego caen en cuenta que Zenigata los encontró fácilmente porque un nuevo juego en línea llamado "Arresta a Lupin III" se ha vuelto viral. Sigue una persecución, con Lupin cada vez más frustrado por la intensa persecución. | |      |      |      |                     |
| E2 | «The Lupin Game» «Rupan Gēmu» (ルパン・ゲーム) Hispanoamérica: «El juego de Lupin.»                                                                                           | Aux1 | Aux2 | Aux3 | 11 de abril de 2018 |
| La persecución continua con Lupin, Jigen, Goemon y Ami llegando al aeropuerto. Estando allí roban un auto eléctrico pero quedan atrapados en un hangar por el cerco policial que les impone Zenigata. Con la energía del automóvil eléctrico y las habilidades de hacking de Ami encienden un AgustaWestland AW609 con el que escapan. Luego embarcan en un crucero con destino a Bwanda, país que no es miembro de la Interpol; motivo por el que Zenigata no pueda tocarlos. Mientras se encuentran allí, Ami se aleja y es atacada por matones callejeros, pero es rescatada por Lupin. Discuten sobre su relación con el equipo y Lupin dice que debería quedarse con ellos para protegerse de Marco Polo. De repente, son atacados por cazadores de recompensas, ya que ahora hay un nuevo juego en línea de apuestas con un botín para quien acierte que día morirá Lupin. | |      |      |      |                     |
| E3 | «The Killers Gather in the Wasteland» «Koroshi-ya wa Kōya ni Tsudou» (殺し屋は荒野に集う) Hispanoamérica: «Los asesinos se reúnen en el páramo.»                              | Aux1 | Aux2 | Aux3 | 18 de abril de 2018 |
| E4 | «Zenigata's Pride and the Desert Dust» «Zenigata no Hokori to Sabaku no Hokori» (銭形の誇りと砂漠の埃) Hispanoamérica: «El orgullo de Zenigata y el polvo del desierto.»      | Aux1 | Aux2 | Aux3 | 25 de abril de 2018 |
| E5 | «A Crook's Resolve» «Akutō no Kakugo» (悪党の覚悟) Hispanoamérica: «La determinación de un rufián.»                                                                           | Aux1 | Aux2 | Aux3 | 2 de mayo de 2018   |
| E6 | «Lupin vs. the Smart Safe» «Rupan tai Tensai Kinko» (ルパン対天才金庫) Hispanoamérica: «Lupin contra la bóveda inteligente.»                                                  | Aux1 | Aux2 | Aux3 | 9 de mayo de 2018   |
| E7 | «His Name is Albert» «Sono Na wa Arubēru» (その名はアルベール) Hispanoamérica: «Su nombre es Alberto.»                                                                        | Aux1 | Aux2 | Aux3 | 16 de mayo de 2018  |
| E8 | «Who Has the Black Notebook?» «Kuroi Techō wa Dare no Te ni» (黒い手帳は誰の手に) Hispanoamérica: «¿Quién tiene el libro negro?»                                              | Aux1 | Aux2 | Aux3 | 16 de mayo de 2018  |
| E9 | «The Man Who Abandoned "Lupin"» «"Rupan" o Suteta Otoko» ("ルパン"を捨てた男) Hispanoamérica: «El hombre que abandono a Lupin.»                                               | Aux1 | Aux2 | Aux3 | 16 de mayo de 2018  |
| E10 | «Thief and Thief» «Dorobō to Dorobō» (泥棒と泥棒) Hispanoamérica: «Ladrón y ladrón.»                                                                                          | Aux1 | Aux2 | Aux3 | 6 de junio de 2018  |
| Lupin y Albert unen fuerzas y se dirigen al Chateu de Pouvier para dar captura a Jose y recuperar el libro negro. | |      |      |      |                     |
| E11 | «Get Pablo's Collection» «Paburo Korekushon o Hashire» (パブロ・コレクションを走れ) Hispanoamérica: «Consigan la colección de Pablo.»                                         | Aux1 | Aux2 | Aux3 | 13 de junio de 2018 |
| Mientras preparan la cena de Navidad Jigen, Goemon y Lupin recuerdan cuando viajaron a Suramérica para hacerse con el tesoro de Pablo Escobar. | |      |      |      |                     |
| E12 | «The Extravagance of Goemon Ishikawa XIII» «Jū San-Daime Ishikawa Goemon Sanzai Su» (十三代目石川五ェ門散財ス) Hispanoamérica: «La extravagancia de Goemon Ishikawa XIII.»    | Aux1 | Aux2 | Aux3 | 20 de junio de 2018 |
| E13 | «The Extravagance of Goemon Ishikawa XIII» «Jū San-Daime Ishikawa Goemon Sanzai Su» (十三代目石川五ェ門散財ス) Hispanoamérica: «La extravagancia de Goemon Ishikawa XIII.»    | Aux1 | Aux2 | Aux3 | 20 de junio de 2018 |
| E14 | «The Extravagance of Goemon Ishikawa XIII» «Jū San-Daime Ishikawa Goemon Sanzai Su» (十三代目石川五ェ門散財ス) Hispanoamérica: «La extravagancia de Goemon Ishikawa XIII.»    | Aux1 | Aux2 | Aux3 | 20 de junio de 2018 |
| E15 | «Her Relationship With Lupin» «Rupan to Kanojo no Kankei» (ルパンと彼女の関係) Hispanoamérica: «Su relación con Lupin.»                                                       | Aux1 | Aux2 | Aux3 | 18 de julio de 2018 |
| Traicionados por Dolma, Lupin y Ami escapan con la ayuda de Fujiko, quien también intenta robar la lágrima sangrienta. El rey Rajahara Sinha se ha escondido, por lo que los revolucionarios declaran la ley marcial en la ciudad para capturarlo y obligarlo a abdicar. Resulta que McGuire es realmente Hugo, un padariano nativo, que originalmente tenía la tarea de asesinar a la princesa, pero cambió de bando para evitar que el país cayera en una guerra civil abierta. Dolma revela que decidió unirse a los tradicionalistas para vencerlos desde adentro, sabiendo que no tendría una oportunidad sin el apoyo de su gente. Fujiko y Ami evaden al ejército con Lupin herido bajo su cuidado, pero Fujiko pronto los abandona. Justo antes de que puedan ser capturados, el Rey Sinha, asistido por la Corporación Shake Hands, organiza una contrarrevolución.     | |      |      |      |                     |
| E16 | «Let's Talk About First Loves» «Hatsukoi no Hanashi o Shou» (初恋の話をしょう) Hispanoamérica: «Hablemos del primer amor.»                                                    | Aux1 | Aux2 | Aux3 | 25 de julio de 2018 |
| Cuando Ami y Lupin, Jigen y Goemon convergen en el palacio real, el Rey Sinha recupera el control de Padar. El sumo sacerdote intenta huir y establecer un régimen independiente, planeando coronar a la Princesa Dolma en otro país con una falsa Lágrima sangrienta, exponiendo sus verdaderas ambiciones de poder personal. Lupin y Ami llegan e intentan convencer a Dolma para que se les una. Con sus hombres desarmados por Jigen y Goemon, el sumo sacerdote hace un intento desesperado de llegar a un acuerdo con Lupin, que Ami transmite en secreto a través de Internet y canales públicos, causando que el sumo sacerdote pierda a sus aliados restantes. Dolma se hace cargo de Padar, consolidando públicamente su soberanía contra las influencias externas y reunificando a su pueblo.                                                                         | |      |      |      |                     |
| E17 | «Introducing Detective Jim Barnett III» «Tantei Jimu Bānetto Sansei no Aisatsu» (探偵 ジム・バーネット三世の挨拶) Hispanoamérica: «Presentando al detective Jim Barnett III.» | Aux1 | Aux2 | Aux3 | 1 de agosto de 2018 |
| La condesa Isabelle de Maunbassant, una vieja conocida de Lupin, lo ha invitado a atrapar al asesino de su marido Philippe, ofreciéndole el anillo de esmeralda de su marido como recompensa. Para tal fin invita a los tres sospechosos a su castillo para tender una trampa al culpable: el coleccionista de gemas Frederick Autorett, el sobrino del conde Allan Dubois y el fracasado empresario Pierre Schmidt. Sin embargo, en medio de su anuncio, un apagón golpea el castillo y la condesa recibe un disparo mortal. Justo antes de que ella muera, cierra el castillo, dándole tiempo a Lupin hasta el amanecer para encontrar al asesino. Con la apariencia de Jim Barnett, un detective privado, y ayudado por Marie, la mucama de Isabel, Lupin deberá hallar al asesino.                                                                                           | |      |      |      |                     |
| E18 | «Fujiko's Souvenir» «Fujiko no Oki Miyage» (不二子の置きみやげ) Hispanoamérica: «El recuerdo de Fujiko.»                                                                      | Aux1 | Aux2 | Aux3 | 8 de agosto de 2018 |
| Un día, Lupin encuentra el baño de su habitación atascado. La restricción sanitaria resultante más su necesidad de secreto, y la estricta preferencia de Goemon por la cocina japonesa crea fricción entre la pandilla. Esto con el atenuante de la inesperada aparición de Fujiko. Mientras esperan al plomero, Fujiko comienza a tener una actitud sospechosa sobre el baño, y sospechan que este es uno de sus planes habituales contra ellos. La situación se complica cuando Zenigata se siente atraído por el olor de la cocina de Goemon al pasar y hace una breve visita. | |      |      |      |                     |